# تلمبه شهید امیر کافی
تلمبه شهید امیر کافی، یک آبادی از توابع بخش مرکزی، شهرستان شهربابک در استان کرمان ایران است.

## جمعیت
این آبادی در دهستان خاتون‌آباد قرار دارد و براساس سرشماری مرکز آمار ایران در سال ۱۳۹۵، جمعیت آن ۱۳۳ نفر (۴۹ خانوار) بوده‌است.